# Прешано (Арецо)
Прешано је насеље у Италији у округу Арецо, региону Тоскана.
Према процени из 2011. у насељу је живело 25 становника. Насеље се налази на надморској висини од 643 м.